# Trisetum ciliare
Trisetum ciliare là một loài thực vật có hoa trong họ Hòa thảo. Loài này được (Kit.) Domin miêu tả khoa học đầu tiên năm 1935.